# Uvariopsis bakeriana
Espèce
Uvariopsis bakeriana (Hutch. & Dalziel) Robyns & Ghesq. est une espèce de plantes à fleurs de la famille des Annonaceae et du genre Uvariopsis. C'est un arbuste présent au Cameroun et au Nigeria.

## Étymologie
Son épithète spécifique bakeriana rend hommage au botaniste britannique Edmund Gilbert Baker, collaborateur de Percy Amaury Talbot lors de son voyage dans les monts Oban au Nigeria.

## Distribution
Assez rare, subendémique, l'espèce a été observée principalement au Cameroun sur quatre sites dans deux régions (Sud-Ouest et Sud), également sur deux sites au sud-est du Nigeria.